# Carlos Pellegrini
För andra betydelser, se Carlos Pellegrini (olika betydelser).
Carlos Enrique José Pellegrini, född den 11 oktober 1846 i Buenos Aires, död där den 17 juli 1906, var president i Argentina.
Pellegrini, som tillhörde en italiensk familj, var besläktad med John Bright och uppfostrades i England. Han blev 
juris doktor och advokat samt 1873 deputerad, var krigsminister 1874-80 under Avellanedas presidentskap och vicepresident under Celmans (1886-90). Vid Celmans nödtvungna avgång (augusti 1890) blev Pellegrini president; han inlade stor förtjänst om Argentinas handelslagstiftning, men förmådde inte avvärja den genom föregående administrationers missgrepp vållade finanskrisen.